# وایتفیس (مینه‌سوتا)
وایتفیس (به انگلیسی: Whiteface) یک منطقهٔ مسکونی در ایالات متحده آمریکا است که در شهرستان سنت لوئیس، مینه‌سوتا واقع شده‌است. وایتفیس ۱۰ نفر جمعیت دارد و ۴۱۷٫۸۹ متر بالاتر از سطح دریا واقع شده‌است.